# 18 février dans les chemins de fer
18 janvier 18 mars
Chronologies thématiques
- Croisades
- Sports
- Disney

Cette page concerne les événements qui se sont déroulés un 18 février dans les chemins de fer.

## Événements

### XIXesiècle
- 1846. France, Paris : Ernest Goüin crée aux Batignolles la société en commandite par actions Ernest Goüin et Cie[1], un atelier de construction de locomotives à vapeur pour la Compagnie des chemins de fer du Nord.
- 1868. États-Unis, Californie : Création à San-Francisco de la Los Angeles & San Pedro Railroad Company

### XXIesiècle
- 2003. Corée du Sud : un incendie d'origine criminelle dans le métro de Daegu provoque la mort de près de 200 personnes.
- 2004. Iran : le déraillement, suivi d'un incendie, provoque l'explosion d'un train de marchandises près de Neyshabur, à 165 km au sud de Machad. L'accident fait 325 morts et 450 blessés.